# Santi Filippo e Giacomo
Santi Filippo e Giacomo (in croato Sveti Filip i Jakov) è un comune della Croazia della regione zaratina. Al censimento del 2011 possedeva una popolazione di 4.606 abitanti.

## Società

### La presenza autoctona di italiani
È presente una piccola comunità di italiani autoctoni che rappresentano una minoranza residuale di quelle popolazioni italiane che abitarono per secoli ed in gran numero, la penisola dell'Istria e le coste e le isole del Quarnaro e della Dalmazia, territori che furono della Repubblica di Venezia. La presenza degli italiani a Santi Filippo e Giacomo è drasticamente diminuita in seguito agli esodi che hanno seguito la prima e la seconda guerra mondiale.
Oggi a Santi Filippo e Giacomo, secondo il censimento ufficiale croato del 2011, esiste una modestissima minoranza autoctona italiana, pari al 0,07% della popolazione complessiva.

## Località
Il comune di Santi Filippo e Giacomo è suddiviso in 6 frazioni (naselja), di seguito elencate. Tra parentesi il nome in lingua italiana, spesso desueto.
- Donje Raštane (Podversic[5][6])
- Gornje Raštane (Rastane[5][7])
- Sikovo (Sicovo[8])
- Sveti Filip i Jakov (Santi Filippo e Giacomo[9]), sede comunale
- Sveti Petar (Chermpcina[10])
- Turanj (Torrette[11])